# Saint-Béron
Saint-Béron és un municipi francès situat al departament de la Savoia i a la regió d'Alvèrnia-Roine-Alps. L'any 2007 tenia 1.450 habitants.

## Demografia

### Població
El 2007 la població de fet de Saint-Béron era de 1.450 persones. Hi havia 562 famílies de les quals 151 eren unipersonals (79 homes vivint sols i 72 dones vivint soles), 166 parelles sense fills, 200 parelles amb fills i 45 famílies monoparentals amb fills.
La població ha evolucionat segons el següent gràfic:
Habitants censats

### Habitatges
El 2007 hi havia 641 habitatges, 578 eren l'habitatge principal de la família, 29 eren segones residències i 34 estaven desocupats. 534 eren cases i 106 eren apartaments. Dels 578 habitatges principals, 446 estaven ocupats pels seus propietaris, 127 estaven llogats i ocupats pels llogaters i 6 estaven cedits a títol gratuït; 6 tenien una cambra, 24 en tenien dues, 87 en tenien tres, 160 en tenien quatre i 302 en tenien cinc o més. 453 habitatges disposaven pel capbaix d'una plaça de pàrquing. A 232 habitatges hi havia un automòbil i a 301 n'hi havia dos o més.

### Piràmide de població
La piràmide de població per edats i sexe el 2009 era:
| Homes | Edats   | Dones |
| ----- | ------- | ----- |
| 0     | 95 o +  | 0     |
| 0     | 90 a 94 | 0     |
| 4     | 85 a 89 | 16    |
| 8     | 80 a 84 | 8     |
| 16    | 75 a 79 | 28    |
| 20    | 70 a 74 | 28    |
| 32    | 65 a 69 | 48    |
| 24    | 60 a 64 | 24    |
| 44    | 55 a 59 | 32    |
| 28    | 50 a 54 | 40    |
| 60    | 45 a 49 | 28    |
| 44    | 40 a 44 | 40    |
| 48    | 35 a 39 | 40    |
| 60    | 30 a 34 | 48    |
| 32    | 25 a 29 | 28    |
| 36    | 20 a 24 | 36    |
| 40    | 15 a 19 | 32    |
| 48    | 10 a 14 | 40    |
| 32    | 5 a 9   | 36    |
| 28    | 0 a 4   | 16    |

## Economia
El 2007 la població en edat de treballar era de 950 persones, 699 eren actives i 251 eren inactives. De les 699 persones actives 634 estaven ocupades (370 homes i 264 dones) i 66 estaven aturades (26 homes i 40 dones). De les 251 persones inactives 107 estaven jubilades, 73 estaven estudiant i 71 estaven classificades com a «altres inactius».

### Ingressos
El 2009 a Saint-Béron hi havia 605 unitats fiscals que integraven 1.576,5 persones, la mediana anual d'ingressos fiscals per persona era de 18.162 €.

### Activitats econòmiques
Dels 68 establiments que hi havia el 2007, 1 era d'una empresa extractiva, 1 d'una empresa alimentària, 9 d'empreses de fabricació d'altres productes industrials, 21 d'empreses de construcció, 8 d'empreses de comerç i reparació d'automòbils, 4 d'empreses de transport, 1 d'una empresa d'hostatgeria i restauració, 4 d'empreses financeres, 4 d'empreses immobiliàries, 10 d'empreses de serveis, 2 d'entitats de l'administració pública i 3 d'empreses classificades com a «altres activitats de serveis».
Dels 24 establiments de servei als particulars que hi havia el 2009, 1 era una oficina de correu, 3 tallers de reparació d'automòbils i de material agrícola, 1 paleta, 4 guixaires pintors, 4 fusteries, 4 lampisteries, 2 electricistes, 1 perruqueria, 2 restaurants, 1 agència immobiliària i 1 saló de bellesa.
Dels 3 establiments comercials que hi havia el 2009, 1 era una botiga de menys de 120 m², 1 una fleca i 1 una llibreria.
L'any 2000 a Saint-Béron hi havia 17 explotacions agrícoles que ocupaven un total de 228 hectàrees.

## Equipaments sanitaris i escolars
El 2009 hi havia una escola elemental.

## Poblacions més properes
El següent diagrama mostra les poblacions més properes.